# Hoffenheim
Hoffenheim is een plaats in de Duitse gemeente Sinsheim, deelstaat Baden-Württemberg, en telt, volgens statistische gegevens op de website van de gemeente Sinsheim, 3.314 inwoners (31 december 2021). In het lokale dialect wordt het dorp Hoffe genoemd.
Hoffenheim ligt hemelsbreed ongeveer 19 km, maar over de weg 26 km, ten zuidoosten van de stad Heidelberg, in de streek Kraichgau.

## Infrastructuur
Hoffenheim heeft een in 2009 gerenoveerd station aan de lijn Elsenztalbahn, Neckargemünd - Bad Friedrichshall v.v.. De S-Bahn RheinNeckar bedient, onder lijnnummer S5, de railverbinding Heidelberg Hbf- Neckargemünd - Sinsheim - Steinsfurt, waar ook station Hoffenheim aan ligt.
Door Hoffenheim loopt de Bundesstraße 45; langs de zuidgrens van het dorp loopt de Autobahn A6 door de gemeente, die over de Bundesstraße 39 vanuit Hoffenheim via Sinsheim bereikbaar is.

## Geschiedenis
De locatie van Hoffenheim was reeds in de Jonge Steentijd bewoond. De plaats ligt aan een voormalige heirweg van Speyer naar Bad Wimpfen. De plaats werd reeds in 773 als Houaheim in de Codex Laureshamensis vermeld. Van de late middeleeuwen tot en met de 18e eeuw behoorde het tot het zogenaamde Ritterkanton Kraichgau, zie: Kraichgau. De gewone man in Hoffenheim leed doorgaans armoede; steeds weer andere lokale heren (uitgezonderd de Gemmingens in de 18e eeuw) moeten de bevolking tamelijk zwaar hebben onderdrukt.
De Dertigjarige Oorlog (1618-1648) was bijzonder rampzalig voor Hoffenheim. In 1639 woonden er aanvankelijk nog slechts 9 gezinnen in het dorp. In de 18e eeuw werd de plaats bestuurd door Otto Heinrich I. Rijksbaron von Gemmingen zu Hornberg.
Belangrijke lokale heren waren die van Hirschhorn en die van Gemmingen. Delen van hun geslachtswapens, het hertengewei van Hirschhorn en het blauw-geel van Gemmingen, zijn overgenomen in het dorpswapen van Hoffenheim.
In 1868 kreeg Hoffenheim aansluiting op het spoorwegnet.
Over de geschiedenis van het dorp in de 19e en vroege 20e eeuw is weinig bekend. In de Nazi-periode vonden in de jaren 1938, vanaf de Kristallnacht op 9 november, tot oktober 1940 alle joden uit Hoffenheim de dood ten gevolge van de Holocaust. In oktober 1940 werden de laatste joden uit de streek door de Gestapo weggevoerd naar kamp Gurs in Zuid-Frankrijk, vanwaar ze naar o.a. Sobibor en Auschwitz werden gebracht om daar te worden vermoord.
Na de Tweede Wereldoorlog breidde het dorp zich uit, eerst door woonwijken voor hier gehuisveste Heimatvertriebene, later door de tijdelijke vestiging van enige industrie en, vanaf plm. 1970, woonwijken voor woonforensen met een baan in een grotere stad in de regio.

## Bezienswaardigheden
- Verspreid door Hoffenheim staan diverse, interessante huizen uit de 17e-19e eeuw, waarvan enige in vakwerkstijl. Zie ook onderstaande afbeeldingen.
- Ten noorden en oosten van het dorp lenen enkele bossen zich voor korte boswandelingen.
- In twee, naast elkaar staande, oude huizen, Alte Post en Haus Brehm, heeft de plaatselijke heemkundige kring (Heimatverein) bescheiden musea ingericht, een Heimatmuseum en een schrijfmachinemuseum.

## Sport

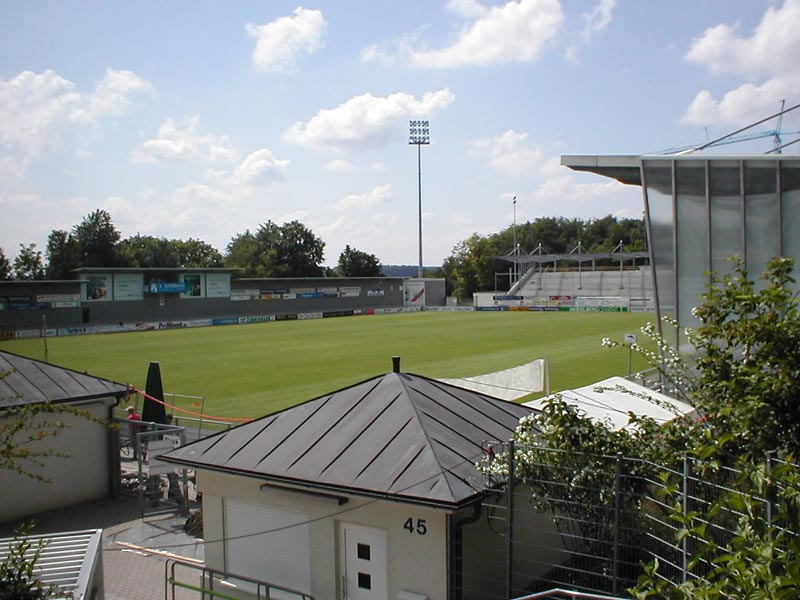
Het Dietmar-Hopp-Stadion

Het Dietmar-Hopp-Stadion aan de noordrand van de plaats is van oorsprong thuishaven van de voetbalploeg TSG 1899 Hoffenheim, die in 2008 promoveerde naar de Bundesliga, de hoogste afdeling van het betaalde voetbal in Duitsland. Inmiddels staat het nieuw gebouwde stadion van de club in het nabijgelegen Sinsheim.

## Afbeeldingen

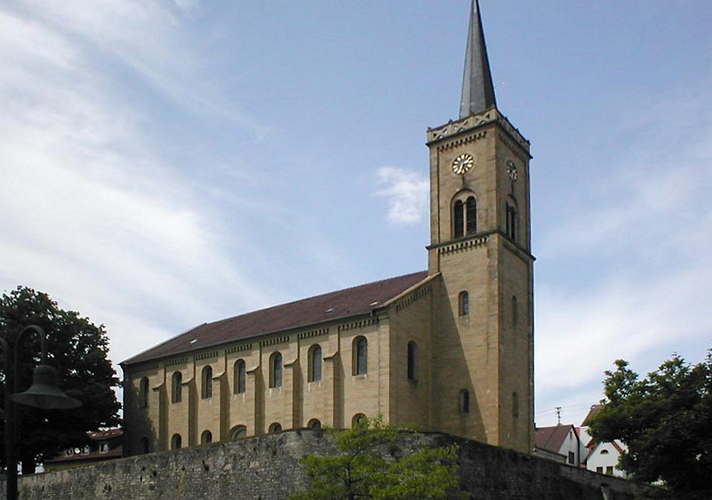
Evang.-lutherse kerk (1841)
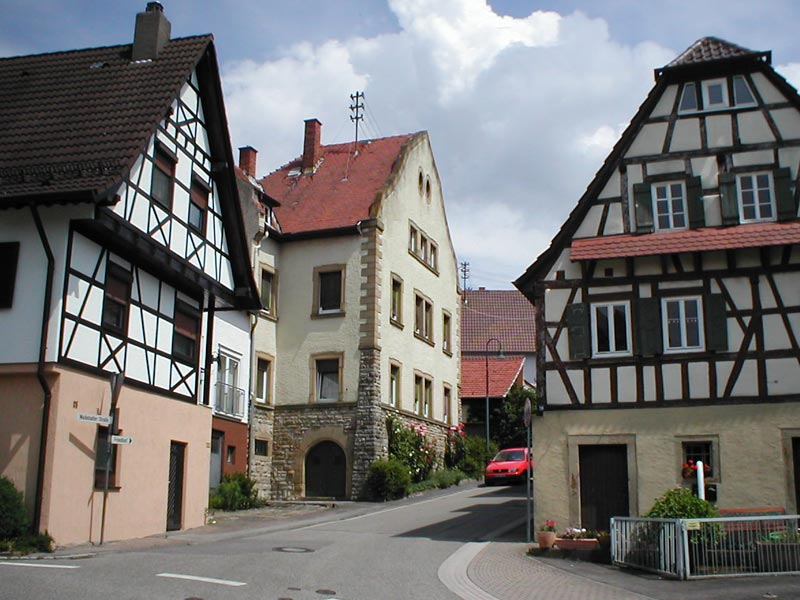
Hoffenheim, Waibstadter Straße
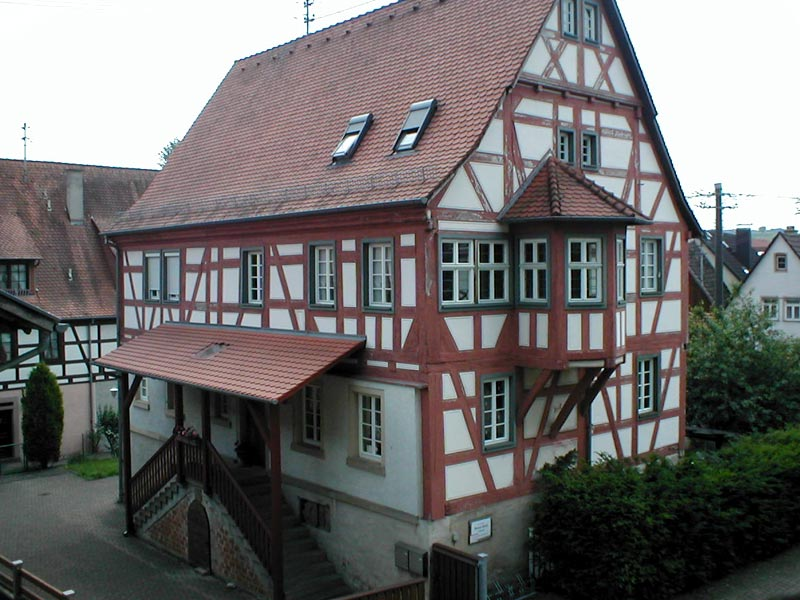
Huis Neff’sches Anwesen of Erkerhaus (1780)
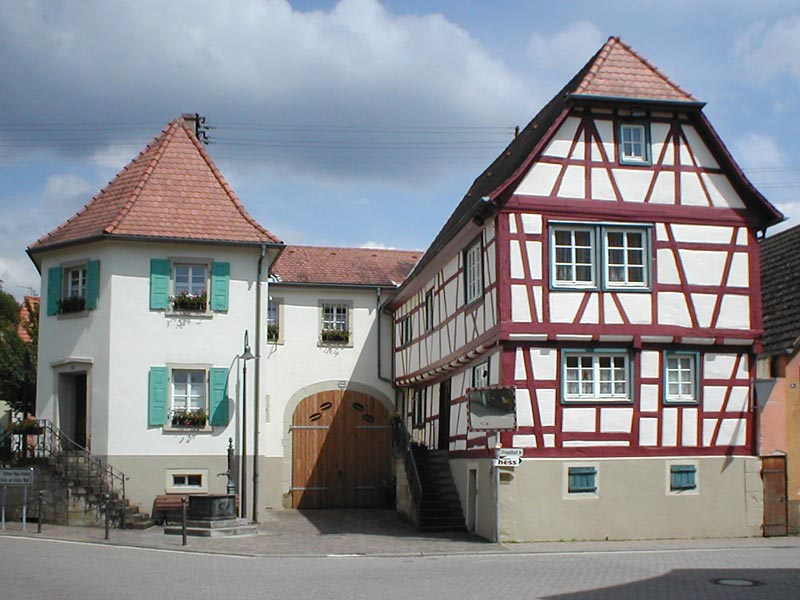
Huizen Alte Post en Haus Brehm (musea)